# Linda Meyer Williams
Pour les articles homonymes, voir Meyer et Williams.
Linda Meyer Williams, née en 1949, est une sociologue et criminologue américaine. Elle est maître de recherche principale au Wellesley College et y dirige le projet de recherche sur la justice et sur la violence sexiste. Elle est également professeure émérite de droit pénal et de criminologie à l'université de Lowell (Massachusetts), où elle donne des cours sur la maltraitance des enfants, les méthodes de recherche, les rapports entre crime et discrimination sexuelle ou ethnique. Williams a fait des recherches dans le domaine de la psychologie sur des sujets tels que la maltraitance des enfants, les violences familiales et les violences contre les femmes, les traumatismes et la mémoire.

## Biographie
Après des études au Centre de recherche en criminologie et droit pénal de l'université de Pennsylvanie, Linda Meyer Williams obtient un doctorat de sociologie.
Dans les années 1980, elle travaille aux Bermudes sur la réforme pénitentiaire et les questions de justice sociale, tout en donnant des cours de criminologie et de sociologie. De 1996 à 2005, elle est directrice de recherche au Stone Center du Wellesley College, travaillant dans les domaines des violences sexuelles sur les mineurs, du viol, de la délinquance sexuelle, de la maltraitance des enfants et de la mémoire traumatique infantile. En 2005, elle est nommée professeure de justice pénale et de criminologie à l'université de Lowell (Massachusetts). Elle a siégé au Comité sur la violence contre les femmes du Conseil national de la recherche et est codirectrice du Centre national de recherche sur la prévention de la violence faite aux femmes.

## Contributions
Linda Meyer Williams a dirigé pendant 34 ans des recherches longitudinales sur la question des violences faites aux femmes et des violences sexuelles sur les mineurs,, sur les violences familiales, sur l'exploitation sexuelle des enfants et des adolescents, sur les délinquants sexuels, et sur la prévention de la violence, soit 14 projets de recherche  financés par le gouvernement fédéral des États-Unis.
Plusieurs de ses recherches ont concerné des femmes dans l'enfance desquelles ont été recueillies, au cours des années 1970, des données documentées aux urgences d'un hôpital du nord-est des États-Unis, l'ensemble formant un registre de violences sexuelles constatées, faites à des enfants. Ces femmes devenues adultes ont été revues 17 ans plus tard ce qui a donné lieu à plusieurs études longitudinales sur l'oubli des violences sexuelles subies dans l'enfance, sur les conséquences de ces violences sexuelles sur la santé mentale à l'âge adulte, sur le risque de subir à nouveau des violences sexuelles, sur le risque de délinquance à l'âge adulte,

## Étude sur les souvenirs des violences sexuelles subies dans l'enfance
En 1994, elle publie l'étude intitulée « Souvenir des traumatismes de l’enfance : une étude prospective sur les souvenirs de violences sexuelles dans l’enfance chez les femmes » 
qui a fait l'objet de plus de 1200 citations. 
Cette étude concerne la cohorte du registre des violences sexuelles constatées, faites à des enfants dans les années 1970. Dix-sept ans plus tard, au début des années 1990, elle réinterroge 136 de ces enfants, devenues des femmes adultes, sans leur avoir rappelé au préalable les antécédents de violence sexuelle. Sur 136 femmes interrogées, 129 ont été incluses dans l'échantillon analysé. Les résultats ont montré que 38 % des femmes ne se sont pas rappelé les violences qu'elles avaient subies et qui avait été signalées et documentées dans les dossiers médicaux des années 1970. Après une discussion examinant de nombreuses critiques possibles de ces résultats, elle conclut qu'une importante proportion de femmes semblent avoir oublié les violences sexuelles subies dans l'enfance. 

## Controverses
Cette étude ne faisant état d'aucun mécanisme à l'origine de l'oubli, elle a suscité des interprétations soutenant les notions d'amnésie traumatique et de souvenirs refoulés reprises dans une synthèse de 43 études. Ces interprétations ont suscité une réponse de E. Loftus, qui fait une distinction entre simple oubli, amnésie et refoulement, et écarte la notion d'amnésie traumatique. Par ailleurs, elle n'a pas contesté la réalité de souvenirs refoulés.
D'autres études, indiquent que les violences de l'enfance conduisent à un taux élevés de symptômes dissociatifs et notamment d'amnésie traumatique dissociative, et que les remémorations ne surviennent en général pas lors des séances de psychothérapies. Ces controverses ne discutent pas la validité de la conclusion de Linda M. Williams, selon laquelle de véritables événements traumatiques de l'enfance peuvent être oubliés par les victimes, sans pour autant nier la possibilité de faux souvenirs pas plus fréquents pour les violences sexuelles que pour d'autres événements traumatisants,,. Bien que les mécanismes restent discutés, la notion d'amnésie traumatique entre actuellement dans les critères définissant l’état de stress post-traumatique, défini par le Manuel diagnostique et statistique des troubles mentaux, cinquième édition (DSM-5).

## Honneurs et distinctions
Linda Williams a été présidente du conseil d'administration de la Société américaine des professionnels travaillant sur les violences sexuelles faites aux enfants (APSAC).
En 1994 elle obtient le prix David Caul pour la meilleure recherche décerné par la Société internationale pour l'étude de la dissociation. En 2001 elle obtient un prix pour services exceptionnels de la Société américaine des professionnels des violences sexuelles infantiles (APSAC).

## Publications

### Ouvrages
- (en) Linda Carol Meyer, Rape cases in Philadelphia : court outcome and victim response [« Viols à Philadelphie : procédures judiciaires et réponse des victimes »] (thèse de doctorat), université de Pennsylvanie, 1979 (OCLC 244996778).
- (en) Linda C. Meyer, Thomas W. McCahill et Arthur M. Fishman, The aftermath of rape [« Les conséquences du viol »], Lexington, Massachusetts, Lexington Books, 1979 (ISBN 978-0-669-03018-1)
- (en) Linda Meyer Williams et David Finkelhor, Nursery crimes : sexual abuse in day care [« Les agressions sexuelles lors des soins aux enfants »], Newbury Park, Sage, 1988 (ISBN 978-0-8039-3400-9, présentation en ligne).
- (en) M.A. Bortner et Linda Meyer Williams, Youth in Prison : We the People of Unit Four, Londres, Routledge, 1997, 245 p. (ISBN 978-0-415-91438-3, lire en ligne)
- (en) Linda Meyer Williams et Jana L. Jasinski, Partner Violence : A Comprehensive Review of 20 Years of Research [« Violence conjugale : examen de 20 ans de recherche »], Thousand Oaks, California, Sage, 1998, 314 p. (ISBN 978-0-7619-1318-4, présentation en ligne).
- (en) Linda Meyer Williams et Victoria L. Banyard, Trauma & memory [« Traumatisme et mémoire »], Thousand Oaks, California, Sage, 1999, 384 p. (ISBN 978-0-7619-0772-5, présentation en ligne).

### Principaux articles scientifiques
- (en) Linda M. Williams, « Recall of Childhood Trauma: A Prospective Study of Women's Memories of Child Sexual Abuse » [« Souvenirs des traumatismes de l'enfance: une étude prospective »], Journal of Consulting and Clinical Psychology 1994, Vol. 62, No. 6, 1167-1176, vol. 62, no 6,‎ 1994, p. 1167-1176 (résumé, lire en ligne)

- (en) Linda M. Williams et Lauren E. Duncan, « Gender role socialization and male-on-male vs. female-on-male child sexual abuse » [« Violences sexuelles faites aux enfants selon le sexe de l'agresseur »], Sex roles, Springer, vol. 39, no 9,‎ novembre 1998, p. 765-785 (DOI 10.1023/A:1018864202537, résumé)

- (en) Linda M. Williams, Carolyn M. West et Jane A. Siegel, « Adult sexual revictimization among Black women sexually abused in childhood: a prospective examination of serious consequences of abuse » [« Revictimisation sexuelle chez les femmes noires agressées dans l'enfance : étude prospective »], Child Maltreatment, Sage, vol. 5, no 1,‎ février 2000, p. 49-57 (DOI 10.1177/1077559500005001006, résumé)

- (en) Victoria L. Banyard, Linda M. Williams, Carolyn M. West et Jane A. Siegel, « Childhood sexual abuse in the lives of Black women: risk and resilience in a longitudinal study » [« Agressions sexuelles de l'enfance chez des femmes noires : étude longitudinale des risque et résilience »], Women & Therapy, Taylor et Francis, vol. 25, nos 3-4,‎ 2002, p. 45-58 (DOI 10.1300/J015v25n03_04, résumé).

- (en) Jane A. Siegel et Linda M. Williams, « The relationship between child sexual abuse and female delinquency and crime: a prospective study » [« Relation entre violences sexuelles subies dans l'enfance et délinquance et criminalité féminine : une étude prospective »], Journal of Research in Crime and Delinquency, vol. 40, no 1,‎ février 2003, p. 71-94 (DOI 10.1177/0022427802239254, résumé, lire en ligne)